# Jarremix
Albums de Jean-Michel Jarre
Hong Kong
(1994) Oxygène 7-13
(1997)
Jarremix est un album de remix de l'artiste de  musique électronique Jean-Michel Jarre, sorti en 1995. Les artistes ayant participé à ces différents remix sont : Gat Decor, Sunscreem, Bruno Mylonas, Thierry Leconte, Bruce Keen, et Black Girl Rock.

## Liste des pistes
| 1.    | Chronologie 6 (Main Mix)               | Gat Decor                        | 8:04 |
| 2.    | Chronologie 4 (E-Motion Mix)           | Sunscreem                        | 5:59 |
| 3.    | Équinoxe 4 (Deep Mix)                  | Bruno Mylonas et Thierry Leconte | 4:43 |
| 4.    | Chronologie 4 (S x S Mix)              | Sunscreem                        | 6:36 |
| 5.    | Revolution, Revolutions (Oriental Mix) | Bruno Mylonas et Bruce Keen      | 6:45 |
| 6.    | Équinoxe 7 (Ambiant Mix)               | Bruno Mylonas et Bruce Keen      | 5:03 |
| 7.    | Chronologie 4 (Tribal Trance Mix)      | Black Girl Rock                  | 5:37 |
| 8.    | Oxygène 1 (Laboratoire mix)            | Laurent Garnier                  | 9:30 |
| 9.    | Magnetic Fields 2 (Magnetmix)          | Bruno Mylonas et Thierry Leconte | 4:10 |
| 10.   | Chronologie 6 (Slam Mix 1)             | Slam                             | 8:05 |
| 11.   | Calypso (Latino Mix)                   | Bruno Mylonas                    | 7:13 |
| 62:21 |                                        |                                  |      |

N.B. : la première édition CD de Jarremix comportait 11 titres. La suivante n'en comprend plus que 10, le remix d'Oxygène 1 (piste numéro 8) ayant été retiré.

### Édition limitée
Une édition limitée à 500 exemplaires a été pressée en vinyle bleu. Il s'agit d'une édition promotionnelle interdite à la vente. Elle comporte seulement 8 titres :
| 1. | Chronologie 6 (Main Mix)     | 8:04 |
| 2. | Chronologie 4 (E-Motion Mix) | 5:59 |
| 3. | Équinoxe 4 (Deep Mix)        | 4:43 |
| 4. | Chronologie 4 (S x S Mix)    | 6:36 |

| 1. | Revolution, Revolutions (Oriental Mix) | 6:45 |
| 2. | Équinoxe 7 (Ambiant Mix)               | 5:03 |
| 3. | Chronologie 4 (Tribal Trance Mix)      | 5:37 |
| 4. | Chronologie 6 (Slam Mix 1)             | 8:05 |

## Diffusions
Le dernier titre de cet album a été le plus diffusé. Il a principalement servi de générique (début et fin) pour la vidéo du concert Paris La Défense.
La version Equinoxe 4 (Deep Mix) a été jouée sur scène en 1993 lors de la tournée Europe in Concert à Londres, Bruxelles et Berlin.